# Sinopodisma funiushana
Sinopodisma funiushana är en insektsart som först beskrevs av Zhang, Xiujiang 1994.  Sinopodisma funiushana ingår i släktet Sinopodisma och familjen gräshoppor. Inga underarter finns listade i Catalogue of Life.